# U-103 (1940)
U-103 — большая океанская немецкая подводная лодка типа IX-B, времён Второй мировой войны. Построена на верфи «Дешимаг АГ Везер» в Бремене, заводской номер — 966.
Введена в строй 5 июля 1940 года. Входила в 2-ю флотилию до 1 января 1944 года.
Совершила 11 боевых походов, потопила 45 судов (237 596 брт) и повредила 3 судна (28 158 брт). Является третьей по потопленному тоннажу среди немецких подводных лодок Второй мировой войны.
Потоплена 15 апреля 1945 года в Киле, погиб 1 человек.

## Командиры
- 1940—1941: корветтен-капитан Виктор Шютце
- 1941—1942: ккапитан-лейтенант Вернер Винтер
- 1942—1944: капитан-лейтенант Густав-Адольф Янсен
- январь-февраль 1945: оберлейтенант Хайн Мюрл
- март-апрель 1945: оберлейтенант Ханс-Норберт Шюнк